# Reserva natural de Gamla
La reserva natural de Gamla es una reserva natural y yacimiento arqueológico situado en el centro de los Altos del Golán, a unos 20 km al sur del asentamiento israelí de Katzrin.

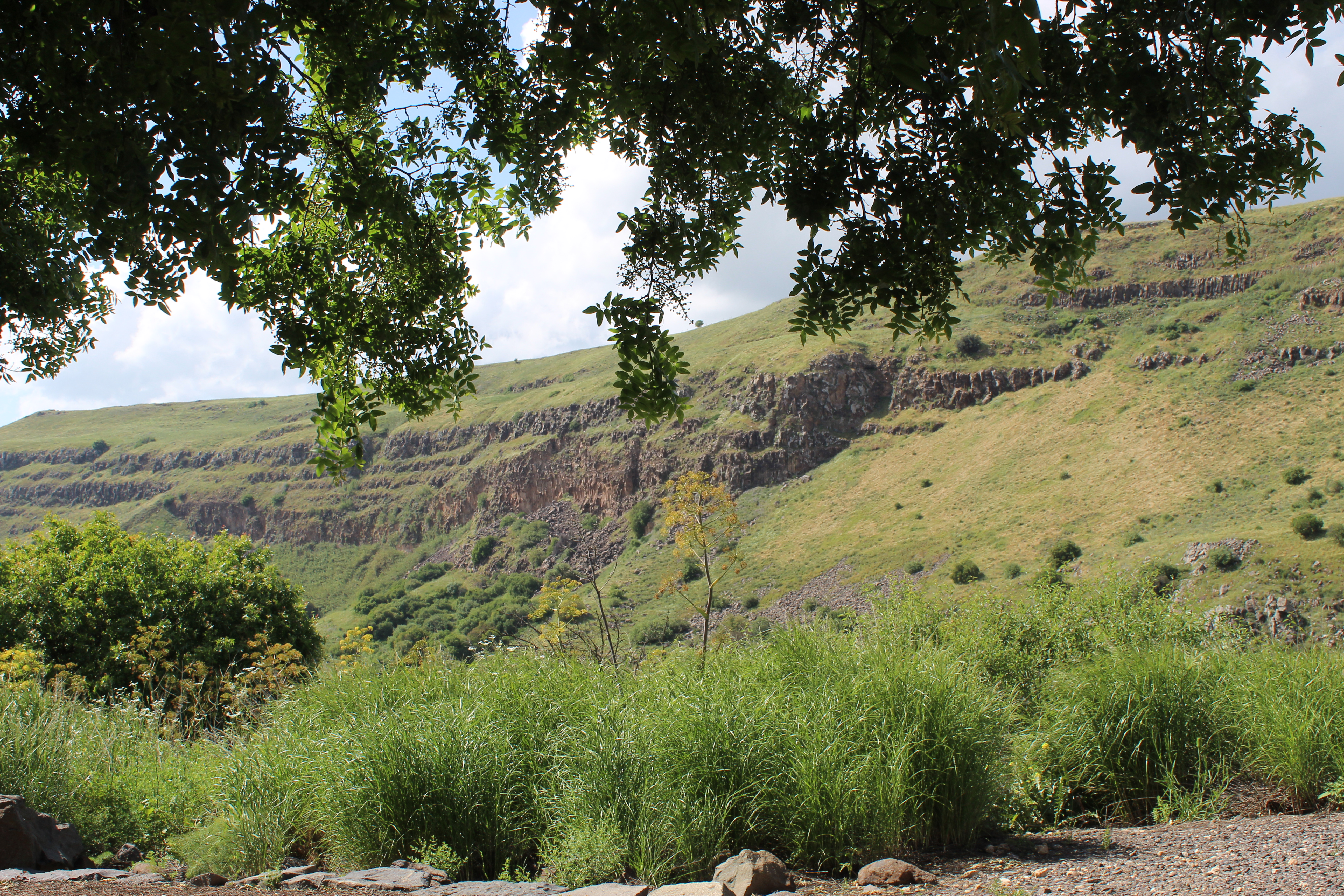
Terreno montañoso cerca de Gamla.

La reserva natural se extiende a lo largo de dos arroyos, Gamla y el Daliot, e incluye atracciones naturales y arqueológicas. Entre las primeras se encuentra la mayor colonia de nidificación de buitres leonados de Israel, varias otras aves de presa, entre una gran variedad de fauna y flora silvestre  Entre las últimas están la antigua ciudad de Gamala y un campo de dólmenes de la Edad de Bronce que contiene 716 dólmenes  En la cabecera del arroyo de Gamla hay una cascada de 51 metros de altura, la más alta de Israel y de los territorios ocupados israelíes, que se seca durante el verano y el otoño.

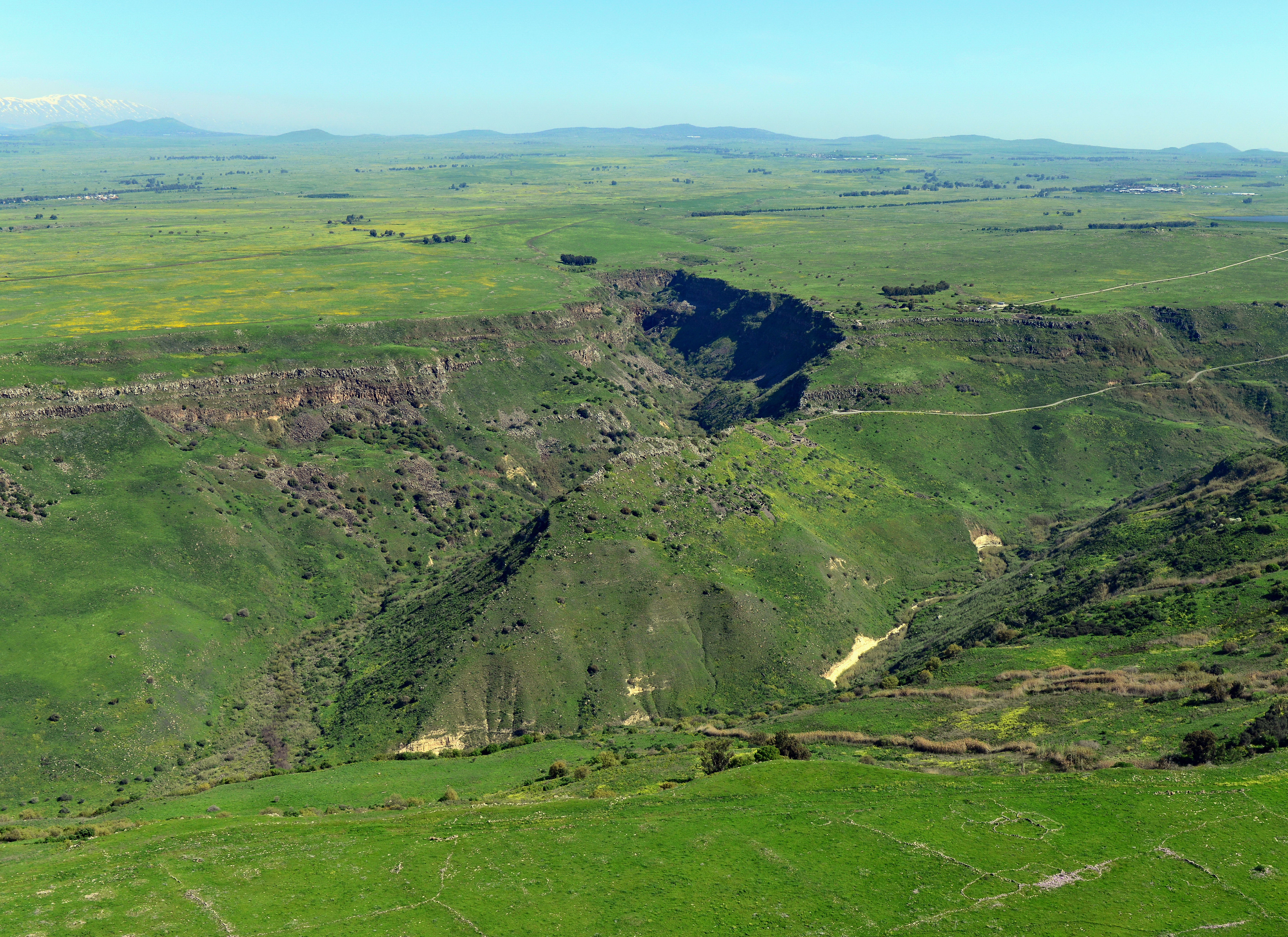
Vista aérea de la reserva natural de Gamla.

La reserva también contiene varios otros sitios, como un monumento conmemorativo y las ruinas de una aldea del período bizantino. El monumento está dedicado a los colonos judíos de los Altos del Golán que murieron durante las guerras israelíes y como resultado de ataques terroristas; los restos de la aldea cristiana del siglo IV-VII d. C., conocida con el nombre árabe de Deir Qeruh, incluyen un monasterio bien conservado centrado en torno a una iglesia con un ábside cuadrado, característica conocida en la antigua Siria y Jordania, pero que no está presente en las iglesias situadas al oeste del río Jordán.
Gamala es la ubicación de una ciudad judía fundada en el siglo II y conocida como la Masada del norte porque sus habitantes se suicidaron después de que los romanos los asediasen e irrumpiesen en la ciudad.